# جدول رتبه‌ها

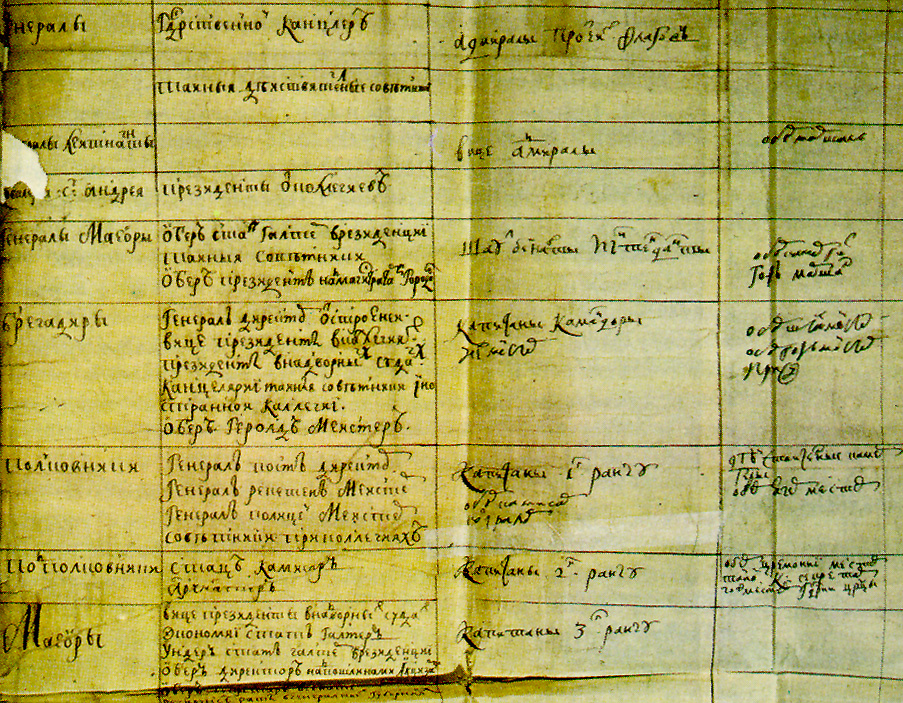
یک نسخهٔ خطی از جدول رتبه‌ها در سال ۱۷۲۲ میلادی

جدول رتبه‌ها یا جدول درجات (به انگلیسی: Table of Ranks، به روسی: Табель о рангах) فهرستی رسمی از مناصب و رتبه‌ها در ارتش، دولت و دربار در امپراتوری روسیه بود که پتر کبیر امپراتور روسیه آن را در سال ۱۷۲۲، جهت مبارزه با اشراف موروثی بانفوذ یا بویارها معرفی کرد. جدول رتبه‌ها رسماً در ۱۱ نوامبر ۱۹۱۷ توسط دولت تازه تأسیس بلشویکی ملغی شد. اما امروزه تحت ریاست جمهوری ولادیمیر پوتین ساختار رسمی مشابهی با این سیستم پتر در بسیاری از ادارات دولتی دوباره برقرار شده است.
جدول رتبه‌ها که در سال ۱۷۲۲ معرفی شد، شرایط اجتماعی و خدماتی مالکان را در روسیه تغییر داد. این جدول بین گروه‌های نظامی، درباری و مدنی تمایز قائل شد و آنها را در ۱۴ سطح مختلف ترتیب‌بندی کرد. همه افراد (با اولویت رتبه‌های بالاتر) از سطح پایین شروع می‌کردند و به سطوح بالاتر ترقی می‌یافتند. ترفیع نه بر اساس موقعیت اجتماعی، بلکه بر اساس طول خدمت و استعداد بود.

## تاریخچه
جدول رتبه‌ها یک سیستم ترفیع و ترقی بر اساس توانایی و عملکرد شخصی به جای نسب و شجره‌نامه بود که در ۲۴ ژانویه ۱۷۲۲ توسط پتر کبیر (سلطنت: ۱۶۸۲–۱۷۲۵) نخستین امپراتور روسیه معرفی شد. این جدول شامل عناوینی مانند ژنرال، سرگرد و سرهنگ (که از دهه ۱۶۳۰ میلادی در برخی از هنگ‌های خارجی روسیه استفاده می‌شد) و همچنین مناصب جدیدی مانند صدراعظم، معاون صدراعظم و مقامات درباری بود که پس از ازدواج پیتر در سال ۱۷۱۲ برای استفاده در دربار جدید تزارینا کاترین معرفی شده بودند. این سیستم شامل تقلیدهایی نیز از سیستم‌های رتبه‌بندی خارجی به ویژه از پروس، دانمارک-نروژ و امپراتوری سوئد بود. پیتر شخصاً نسخه نهایی قوانین را ویرایش کرد و پیشنهادهایی از سوی سنا و ادارات دولتی را هم در آن گنجاند.
در اوکراین طی قرون ۱۷ و ۱۸ میلادی، در ایالت هتمان به منظور حفظ حقوق و خودمختاری در امور داخلی خود مقابل روسیه، استارشینای کازاک در سال‌های ۱۷۳۳، ۱۷۴۲، ۱۷۵۶، ۱۷۶۳ و ۱۷۶۷ درخواست‌های رسمی مبنی بر به رسمیت شناختن مشروعیت عناوین و مناصب مختلف کازاکی از سوی روسیه را به آن کشور ارسال کرد. علاوه بر این، کیریلو روزوموفسکی در سال ۱۷۵۶، به تقلید، یک جدول رتبه‌بندی اوکراینی شامل ۱۲ درجه به مسکو ارائه داد. از دهه ۱۷۶۰، کاترین کبیر (سلطنت: ۱۷۶۲–۱۷۹۶) برای تضعیف استقلال اوکراین و جلب حمایت افسران کازاک، اغلب به اوکراینی‌ها رتبه‌هایی از جدول رتبه‌های روسی اعطا می‌کرد. این فرآیند تابع قوانین سختگیرانه‌ای نبود و اعطای رتبه به یک شخص نه چندان به موقعیت قبلی او، بلکه به دستاوردها، توانایی‌ها و حمایت خاص او از دولت روسیه بستگی داشت. از سال ۱۷۸۴، تمام عناوین مستقل اوکراینی رسماً ممنوع شدند.
در طول دو سده، برخی از مناصب در جدول رتبه‌ها منسوخ شدند و مواردی دیگر برای تطبیق با کارکرد دانشکده‌ها، دانشگاه‌ها و سایر مؤسسات جدید ایجاد شدند. نشان‌ها و مدال‌ها با درجات مختلف مرتبط شدند. برخلاف هدف حقیقی این سیستم که پتر کبیر در آن اوایل دنبال می‌کرد، ترفیع افراد غیر از طبقه اشراف در جدول رتبه‌ها دشوارتر شد؛ اما اصول اساسی آن باقی ماند. جدول رتبه‌بندی‌ها، با تغییرات جزئی، تا سال ۱۹۱۷ مورد استفاده قرار گرفت.

## جزئیات
جدول رتبه‌ها تمام مناصب رسمی خدمات دولتی روسیه را به سه دسته نظامی (Военные)، مدنی (статские) و درباری (Придворные) تقسیم می‌کرد. دسته نظامی خود به پیاده‌نظام، گارد‌ها، توپخانه و نیروی دریایی تقسیم می‌شد. این سه دسته در ستون‌های عمودی، در چهارده ستون افقی به نام رتبه یا کلاس (Класс) تقسیم می‌شدند که هر کدام شامل تعداد متغیری از مناصب (чины) بودند. شلوغ‌ترین رتبه‌ها، رتبه‌های مدنی بودند که گاهی دوازده پست یا بیشتر در هر کدام برای جای دادن مقامات مرکزی و استانی تازه تأسیس شده، قرار می‌گرفتند؛ در حالی که مثلاً هر رتبه در ستون گارد‌ها فقط شامل یک پست بود. همچنین نوزده نکته توضیحی به عنوان اصل یا تبصره با این جدول همراه بود.
همانطور که از طرح جدول مشخص است، یکی از اهداف جدول رتبه‌ها، همتاکردن مناصب در شاخه‌های مختلف خدمت بود. برای مثال، صدراعظم در شاخه خدمات دولتی و فیلد مارشال در شاخه نظامی، هر دو رتبه یک را داشتند. اشغال هرگونه مقامی در جدول، یک امتیاز محسوب می‌شد. جدول رتبه‌ها شامل پایین‌ترین کارمندان در بوروکراسی یا سربازان و دریانوردان نمی‌شد. پایین‌ترین مقام یعنی رتبه چهاردهم شامل آجودان در ارتش، کمیسر کشتی در نیروی دریایی و منشی دولت در خدمات مدنی و بالاترین مقام یعنی رتبه یکم، به ترتیب شامل فیلد مارشال، دریاسالار و صدراعظم بود.
در ابتدا، هر کسی که رتبه‌اش در جدول بود، دارای مقام اشرافی در نظر گرفته می‌شد و هر کسی که در رتبه دهم ارتش یا رتبه هشتم خدمات مدنی بود، به مقام اشرافی موروثی دست می‌یافت. از آنجا که افراد زیادی می‌توانستند به مقام اشرافی دست یابند، تا اواسط قرن نوزدهم، فقط کارمندان دولتی بالای رتبه پنجم و افسران نظامی بالای رتبه هفتم، اشرافیت موروثی دریافت می‌کردند. تنها کسانی که در رتبه بالاتر از دهم بودند، به اشرافیت شخصی (personal noble) دست می‌یافتند.
این جدول در مورد شرایط احراز مناصب سختگیرانه عمل می‌کرد. نه پست و نه رتبه‌ها، قابل به ارث بردن یا خریدن نبودند. در عین حال، نسب و ازدواج همچنان یک مزیت بود. مثلا، نخستین نکته از نکات توضیحی همراه با جدول، تقدم پرنس‌های خونی و دامادهای سلطنتی را بر دیگران تأیید می‌کرد. نکته هشتم به پسران پرنس‌ها، کنت‌ها، بارون‌ها و دیگر اشراف، اجازه می‌داد تا قبل از دیگران که مناصب پایین‌تری داشتند، به مکان‌هایی که دربار در آن تشکیل جلسه می‌داد، دسترسی آزاد داشته باشند؛ اما تزار همچنان مایل بود که آنها در همه موارد فقط بر اساس شایستگی خود را از دیگران متمایز کنند. حتی به ارشدترین فرزندان اشراف نیز تا زمانی که به تزار و میهن خدمت نکرده بودند، هیچ رتبه‌ای اعطا نمی‌شد. برعکس، غیراشراف‌زادگانی که موفق به ورود به این جدول می‌شدند، با دستیابی به رتبه چهاردهم شاخه نظامی یا رتبه هشتم شاخه مدنی، به اشرافیت موروثی می‌رسیدند. زنان بسته به وضعیت تأهلشان، بر اساس رتبه شوهر یا پدرشان رتبه‌بندی می‌شدند؛ به جز ندیمه‌هایی که به‌طور مستقل رتبه‌های خدمات درباری را در اختیار داشتند.

## ارزیابی
مانند بسیاری از دیگر اصلاحات پتر کبیر، جدول رتبه‌ها تغییراتی که به تدریج رخ داده بودند را ساختاربندی کرد و جایگزین آن سیستم مشابه و قدیمی قرن هفدهمی شد که البته بین مناصب مدنی و نظامی تفاوتی قائل نمی‌شد. هدف از این جدول تسهیل توسعه نخبگان خدماتی حرفه‌ای و شایسته برای دولت بود. به هر کسی که به رتبه هشتم می‌رسید، اشرافیت موروثی اعطا می‌شد. بنابراین، این امر باعث نارضایتی اشراف سنتی شد که انحصار و همچنین حق موروثی خود را برای مناصب عالی از دست دادند. به باور لندسی هیوز، مورخ بریتانیایی، پیتر در اصل قصد نداشت اشراف سنتی را تضعیف کند و در عمل نیز چنین کاری نکرد. او استدال می‌کند که:
«در سال ۱۷۳۰، از ۱۷۹ افسر و مقام ارتش و نیروی دریایی در رتبه‌های اول تا چهارم جدول، نوزده تن از نوادگان طوایف اشراف قدیمی مسکو و یک سوم از مردانی بودند که اخیراً بویار شده بودند. جدول رتبه‌ها این باور را تأیید می‌کرد که اشراف، رهبران طبیعی جامعه‌ای متشکل از طبقات با حقوق نابرابر هستند. این جدول نه تعهدی مداوم به شایسته‌سالاری به ضرر خاندان‌ها نشان می‌داد و نه به‌طور خاص عوام را به ضرر اشراف برتری می‌داد. در حقیقت، اشرافی که صرفاً نمی‌توانستند در این جدول به مقامی دست یابند، جایگاه اشرافی خود را از دست نمی‌دادند.»
هنینگ فریدریش فون باسویتس، سفیر هولشتاین، می‌نویسد: «آنچه [پتر] در ذهن داشت، تحقیر طبقه اشراف نبود. بلکه برعکس، همه تمایل داشتند که در اشراف این تمایل را ایجاد کنند که خود را از مردم عادی چه از نظر شایستگی و چه از نظر تولد، متمایز کنند.» آخرین نکته توضیحی همراه با جدول، تصریح می‌کرد که مردم ملزم هستند لباس و کالسکه‌ای متناسب با مقام و حرفه خود داشته باشند.
در مقابل، محققانی چون لینا میات به تلاش پتر جهت تضعیف طبقه اشراف اعتقاد دارند. به نوشته او: «اگرچه اشراف از اینکه اعضای طبقات پایین می‌توانند بالاتر از آنها قرار بگیرند شکایت داشتند، اما هدف اصلی پتر دقیقاً همین بود و می‌خواست طبقه زمین‌داران (متملکین) را گسترش دهد و افتخارات را در دسترس همگان قرار دهد. القاب نجیبانه در روسیه باقی بودند؛ اما آنها دیگر از اعتباری که قبلاً داشتند برخوردار نبودند. پیتر همیشه بیشتر از درجات بر روی توانایی افراد تأکید می‌کرد و معتقد بود که اعضای طبقات پایین‌تر یا حتی خارجی‌ها می‌توانند برای خدمات بالاتر درخواست بدهند. جدول رتبه‌ها بخشی جدایی‌ناپذیر از ساختار اجتماعی در امپراتوری روسیه شد.» اصول اساسی که پتر کبیر وضع کرد تا سال ۱۹۱۷ ادامه یافت و آگاهی از رتبه و تلاش برای ارتقاء و افتخارات، تأثیر عمیقی بر جامعه و فرهنگ روسیه گذاشت.